# Lingarajapura, Srinivaspur
Lingarajapura là một làng thuộc tehsil Srinivaspur, huyện Kolar, bang Karnataka, Ấn Độ.